# Höga kommissionen
Höga kommissionen (eng. Court of high commission eller High commission court) var namnet på den andliga överdomstol, som drottning Elisabet I av England med parlamentets samtycke 1559 inrättade.
Domstolen bestod av både andliga och världsliga medlemmar samt ägde att inkvisitoriskt rannsaka om både kätterier och prästerliga förbrytelser samt att med eller utan användande av jury bestraffa sådana. 
De stora missbruk, till vilka denna domstol - ett motstycke på det kyrkliga området till den beryktade Stjärnkammaren - under Karl I:s regering gjorde sig skyldig som redskap för ärkebiskop Lauds kyrkopolitik, föranledde parlamentet att 1641 upphäva den på samma gång som Stjärnkammaren. 
Jakob II inrättade 1686 en ny Hög kommission, Court of commissioners for ecclesiastical causes, vars uppgift dock var inskränkt till att vaka över kyrkodisciplinen bland det anglikanska prästerskapet. Den gjorde sig inom kort lika hatad som den förra och avskaffades 1688 av parlamentet som olaglig och fördärvlig.